# 英皇乔治五世国民中学
英皇乔治五世国民中学（简称：KGV）是一所位于马来西亚森美兰州芙蓉市的一所国民中学，以英國國王佐治五世命名。乔治五世国中于英殖民时期1923年创校，并于1928年开课。
乔治五世国中是受马来西亚教育部承认的卓越学校和控制学校，也是森美兰州最顶尖的国中之一。为保证乔治五世国中的品质，该校的学生人数和入学资格一直由森美兰州教育局规范和控制。

## 入学资格
乔治五世国中拥有一套由森美兰州教育局严格制定的入学标准，以确保该校的品质。
- 中一（Form 1）
  - 国小生：小六检定考试（UPSR）考获5科A或以上，课外活动方面表现优越。
  - 华小和淡小生：小六检定考试（UPSR）考获7科A，课外活动方面表现优越。

- 中四 （Form 4）
  - 中三评估（PT3）中至少考获科学与数学在内的5科A或以上。

- 中六（Form 6）
  - 马来西亚教育文凭（SPM）中历史科及格，考获马来文在内的3科A/A+或以上，并在课外活动方面表现优越。2022年起该校停办中六，中六生将在原绿峰岭国中校地上课。

## 科目

### SPM选科
- 化学
- 生物学
- 物理
- 图形通信技术
- 会计学
- 经济学
- 视觉艺术教育
- 古兰经教育
- 伊斯兰教法
- 阿拉伯文
- 华文
- 泰米尔文

## 校歌
WE GEORGIANS FAITHFULLY SHALL SERVE
OUR KING AND COUNTRY
ON LAND AND SEA WHEREVER GEORGIANS BE
WE PROUDLY FLY THE SCHOOL BANNERS HIGH
OUR SCHOOL BRINGS JOY NO WORDS
CAN TELL HOW WE HONOUR THEE
UNITED WE ARE TOGETHER OR APART
FOREVER CONTRIBUTING IDEAS TO PROGRESS
SING OUR SCHOOL SONG
BRINGS MEMORY SO SWEET
WITH GRATITUDE SO DEEP WE HAIL THEE
SING OUR SCHOOL SONG
BRINGS MEMORY SO SWEET
WITH GRATITUDE SO DEEP WE HAIL THEE
WE GEORGIANS FAITHFULLY SHALL SERVE
OUR KING AND COUNTRY TILL ETERNITY